# Tabasalu
Tabasalu (Duits: Tabassalo) is een plaats in de Estlandse gemeente Harku, provincie Harjumaa. De plaats heeft de status van groter dorp of vlek (Estisch: alevik). Tabasalu is de hoofdplaats van de gemeente.

## Bevolking
De plaats had 3527 inwoners op 31 december 2011 en 3938 inwoners op 31 december 2021.

## Ligging
De plaats ligt aan de Baai van Kakumäe, een onderdeel van de Baai van Tallinn. Tabasalu en het aangrenzende Rannamõisa hebben een steile kust, die uit kalksteen is gevormd. De kust heeft een beschermde status als natuurpark Rannamõisa maastikukaitseala.
De plaats heeft een middelbare school (het Tabasalu Ühisgümnaasium), een muziekschool, een bibliotheek en een sportcomplex.
De voetbalclub JK Tabasalu is ook afkomstig uit deze plaats.

## Geschiedenis
Tabasalu werd voor het eerst vermeld in 1353 onder de naam Tappeselle. De plaats behoorde later tot het landgoed van Rannamõisa.
In 1977 kreeg Tabasalu de status van vlek (alevik).

## Foto's

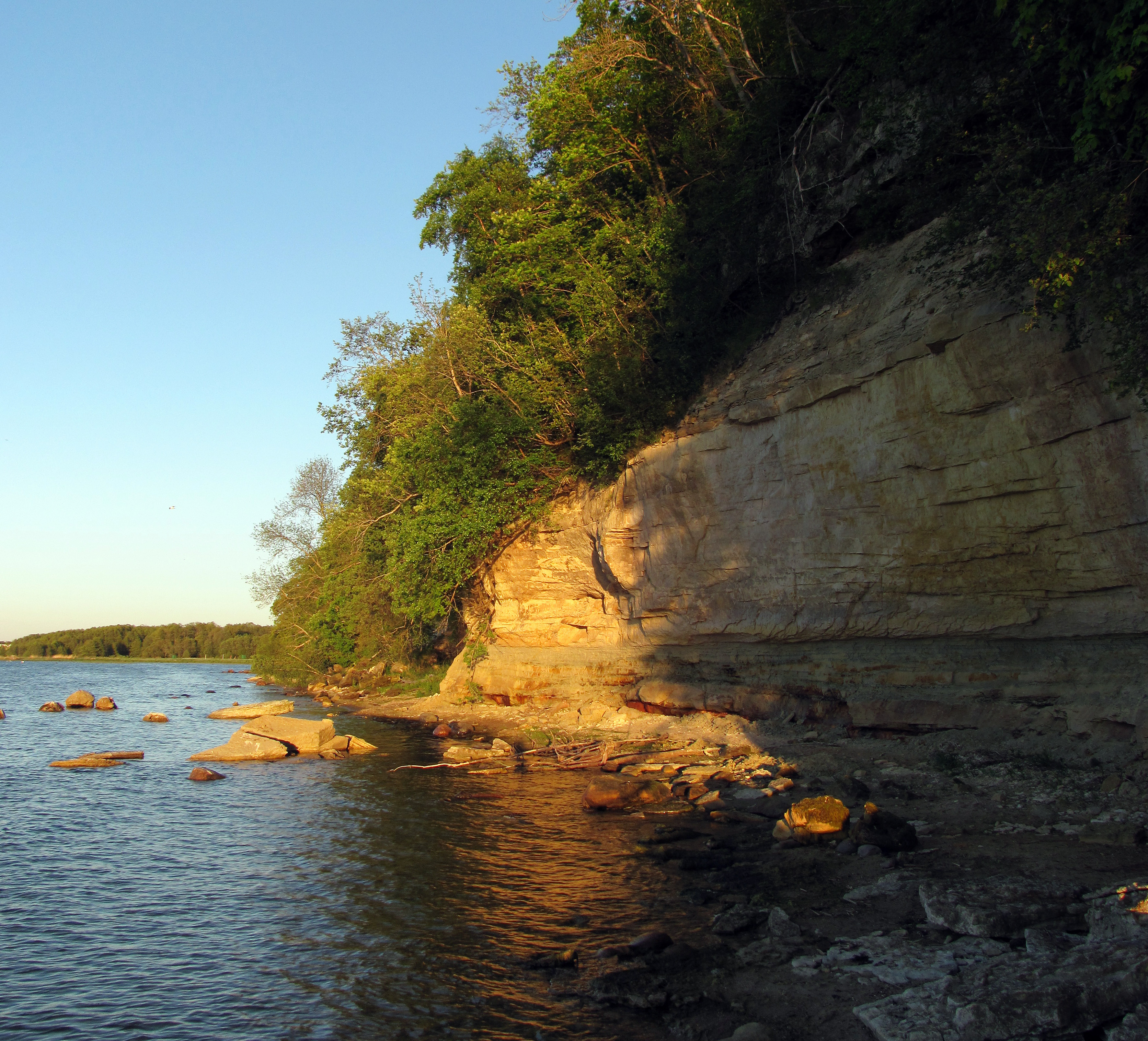
De kust bij Tabasalu
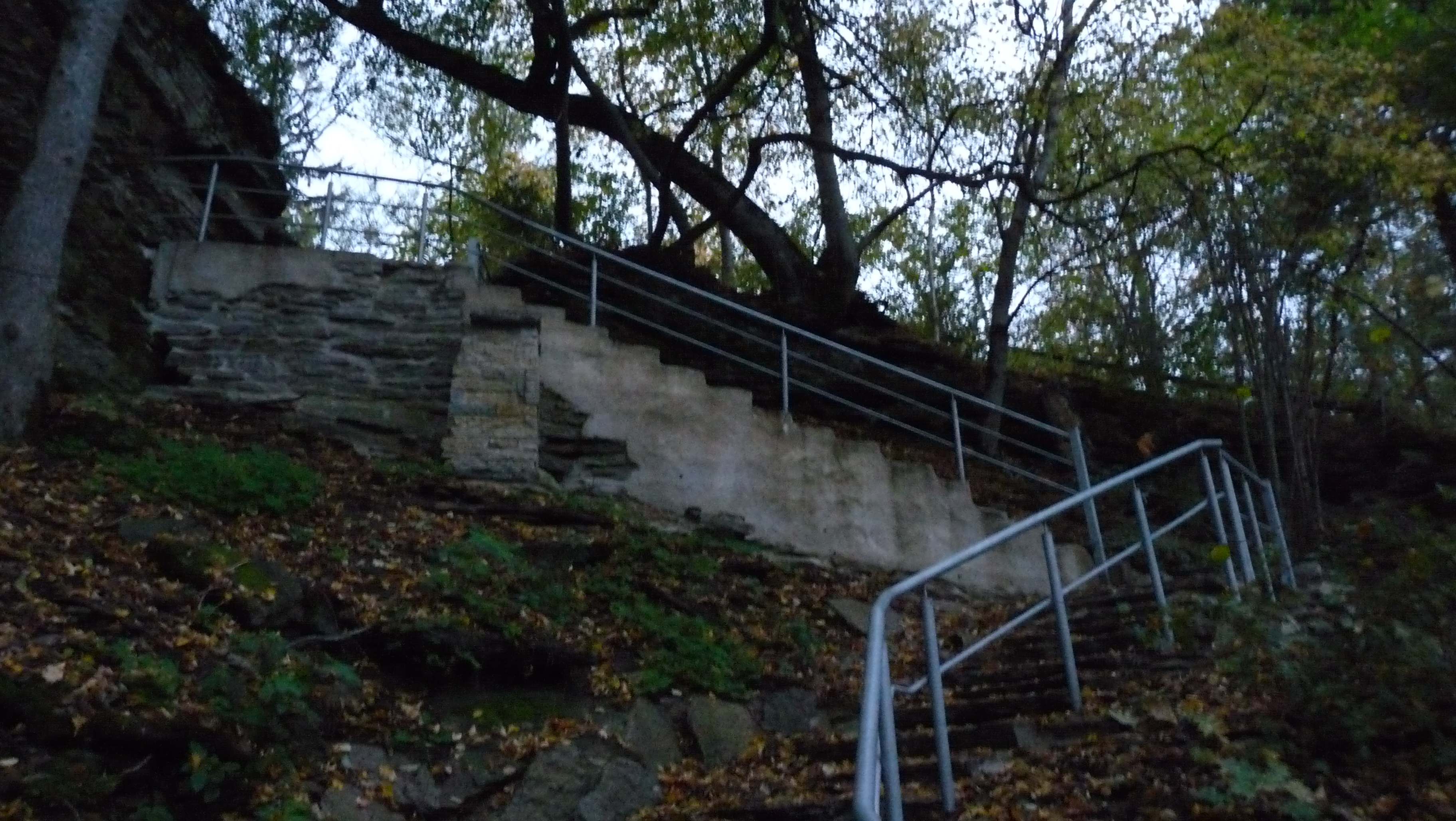
Trap naar de kust
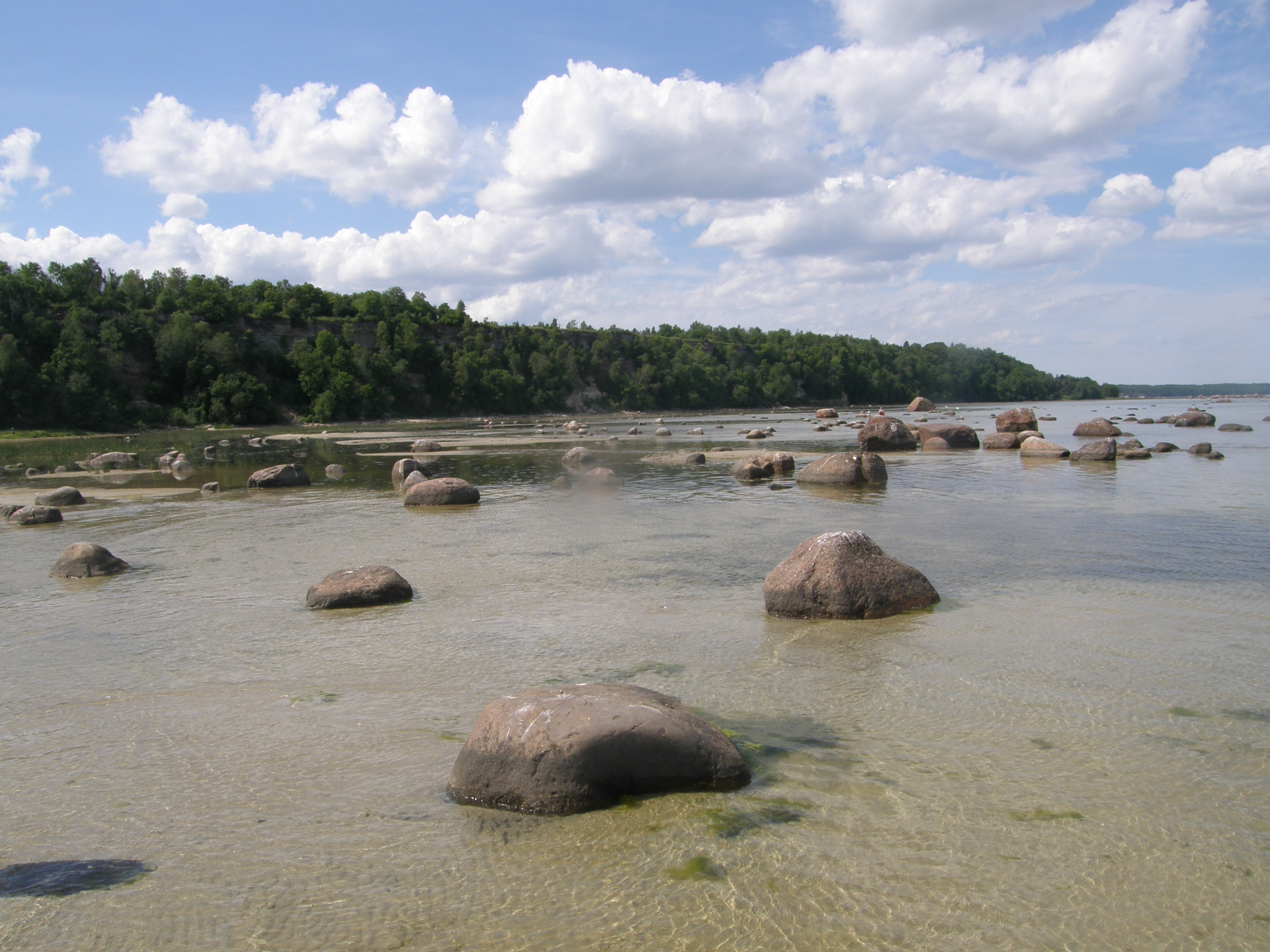
Strand bij Tabasalu
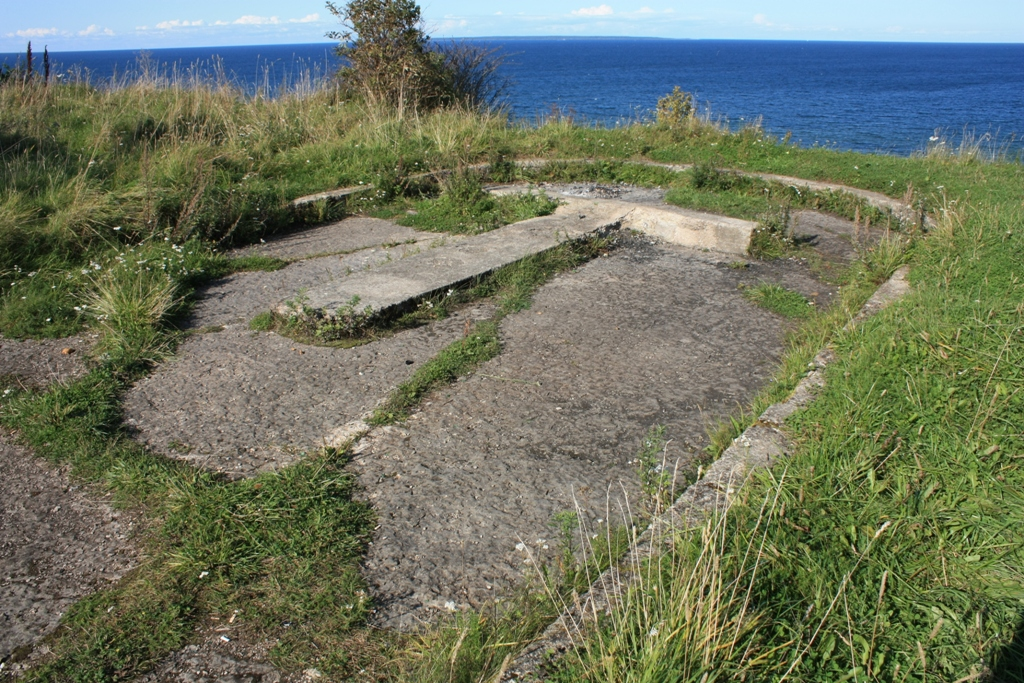
Restant van de kustverdedigingswerken van de Sovjet-Unie
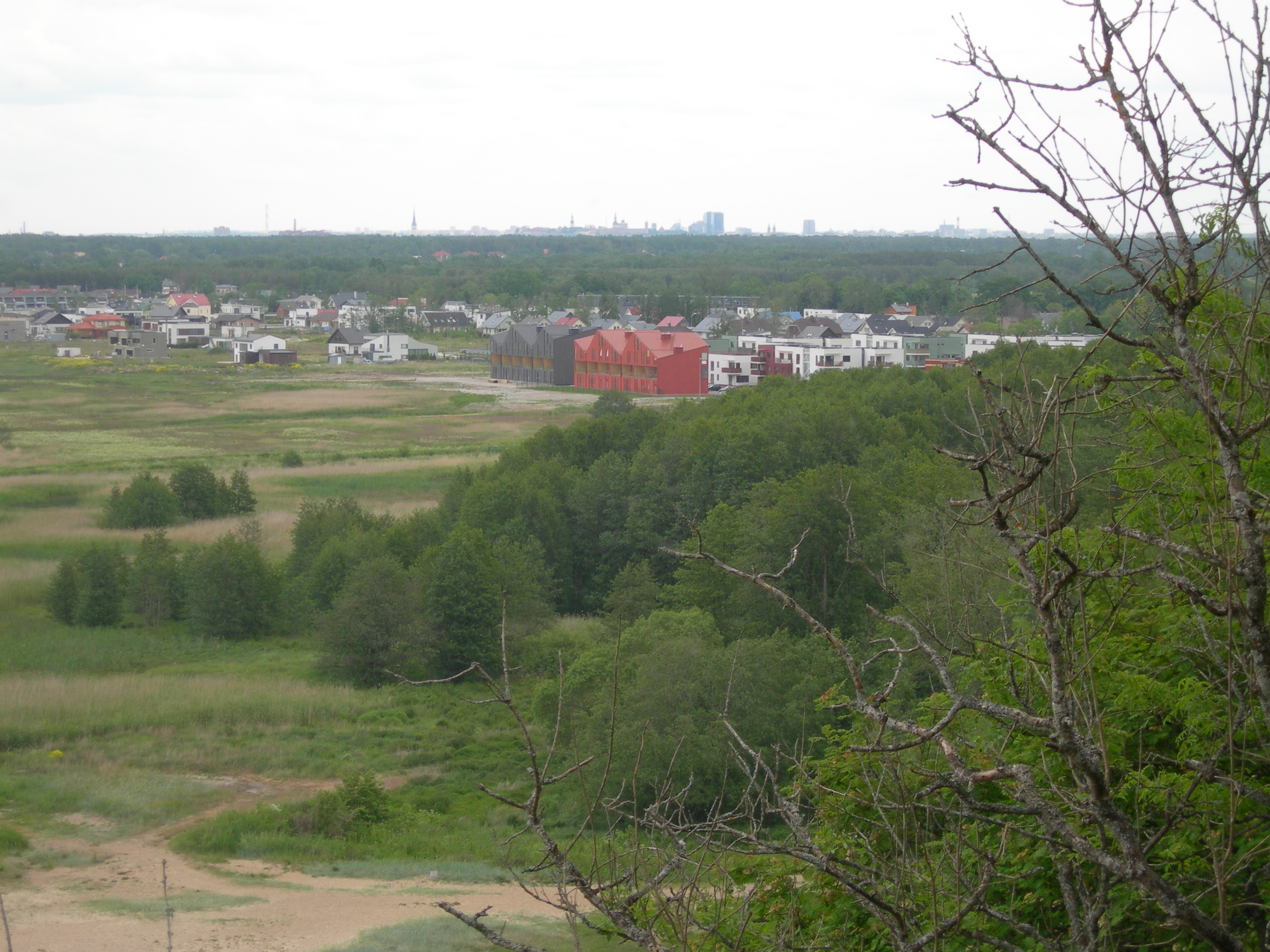
Uitzicht over Tabasalu
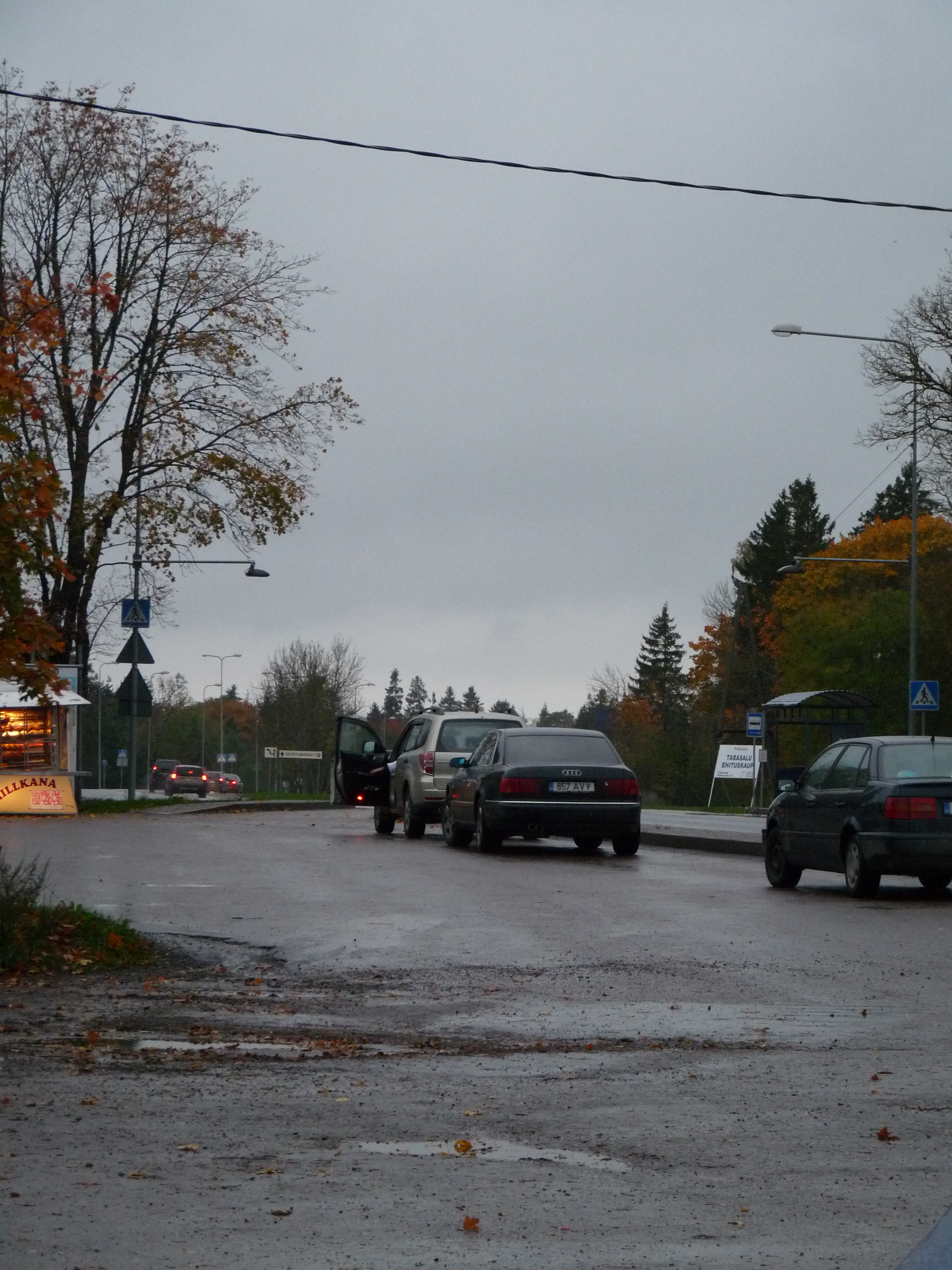
De weg van Harku naar Tabasalu